# Gottlieb Seidl
Gottlieb Seidl (* 24. Januar 1774 in Passau; † 17. September 1823 ebenda), auch Theophil(us) Seidl war ein bayerischer Advokat und Bürgermeister.

## Werdegang
Seidl war Hofgerichtsadvokat in Passau. Von 1818 bis zu seinem Tod war er erster rechtskundiger Bürgermeister der Stadt. Während seiner Amtszeit wurde Passau 1818 zur Stadt erster Klasse erhoben. Er ließ 1819 vor dem Rathaus die Stadtmauer einreißen und 1820 am Anger das Tor zur Donaubrücke. Auf der Veste Oberhaus wurde 1822 das Staatsgefängnis und die Militärstrafanstalt untergebracht.
Er starb am 17. September 1823 im Rathaus durch einen Schlaganfall.